# COSMETICS
COSMETICS（コスメティックス）は、ROCKETMANがプロデュースする3人組のユーザー育成型のアイドル・ユニット。レコードレーベルはビクターエンタテインメント。

## 概要
2008年12月3日に携帯配信楽曲「LOVE IS ALL」でデビュー。デビュー当初はプロデューサーのROCKETMANが描いた似顔絵とブログのみしか公表されておらず、配信楽曲のダウンロード数や動画サイトでの再生数、ブログのアクセス数に応じて、名前や素顔が公表されていった。また、スーパーメンタルアドバイザーとして漫画家の蛭子能収、スーパービジュアルクリエイターとして桃華絵里が就任。2009年夏には、ハートチップルのイメージキャラクターも勤めた。2009年12月27日、メンバーそれぞれが個々に芸能活動をするため卒業。
2010年6月6日、J-WAVE「ROCKETMAN SHOW!!」内でROCKETMANが新メンバーによるCOSMETICS再始動を宣言したが、同年9月30日に卒業した。

## メンバー
第1期
- 柴小聖（このな, のな, コノナッティー　1988年2月14日 生まれ）。栃木県出身。A型。現在はグラビアアイドルとして活動中。
のなのなのHappy blog
- 上林英代（ひでよ, ひでちゃん, ヒデヨッティー　1984年5月28日 生まれ）。北海道出身。A型。現在はアヴィラに移籍しタレントとして活動中。
ひーちゃんのおいしい2の腕召し上がれ♪
- 鈴木静那（しずな, しず, シズナッティー, すがや　1989年1月7日 生まれ）。愛知県出身。A型。

第2期
- 寒川 綾奈（あやな　1988年10月20日 生まれ）。和歌山県出身。A型。
寒川綾奈オフィシャルブログ“Tales of me!”
- 梶本 成美（なるみ　1989年10月7日 生まれ）。静岡県出身。A型。
- 梅村 妃奈子（ひなこ　1991年3月13日 生まれ）。東京都出身。A型。
梅村妃奈子オフィシャルブログ

※寒川と梅村は解散後、プラチナムプロダクションに移籍。寒川も梅村もガールズバンド「SILENT SIREN」のメンバーとして活動していたが、現在は共に脱退している。

## メンバー紹介
第1期
- 栃木県出身、毎日実家から2時間かけて東京に来ています。このなです。
- 北海道出身、今日も朝から新聞配達、ひでよです。
- 愛知県出身、今、一番好きな食べ物は鶏肉（きなこ飴）、しずなです。

## グループ名
プロデューサーのROCKETMANがデンマークのコペンハーゲン国際空港の化粧品売り場で目にした「PERFUME & COSMETICS」から命名された。
結成当初はアルファベットでの表記ではなく「こすめてぃっくす」とひらがなで表記されていたが、ユーザーのクリック数によって、「コスメティックス」→「cosmetics」と変えられて行き、最終的に現在の「COSMETICS」となった。

## 来歴
2008年
- 11月27日 - 第1弾映像 公開
- 11月29日 - ブログ公開
- 12月3日 - 1st シングル『LOVE IS ALL』着うた・着うたフル配信開始
- 12月4日 - ブログで絵もじの使用が解禁
- 12月6日 - メンバー名 公開
- 12月9日 - コスメティックス解禁 第2弾映像 公開
- 12月14日 - J-WAVE「ROCKETMAN SHOW!!」出演
- 12月16日 - 公式待ち受け画像コンテスト 開始（画楽にて）
- 12月28日 - cosmetics 解禁

2009年
- 1月22日 - 第3弾映像（顔は似顔絵で隠れている） 公開 ANAP から衣装提供
- 2月2日 - インタビュー映像（顔はモザイク） 公開
- 3月2日 - アメーバスタジオの生ラジオにゲスト出演（顔にはマスク）
- 3月6日 - 素顔公開 1st シングル『LOVE IS ALL』PV 公開 COSMETICS 解禁
- 3月19日 - 任天堂とはてな株式会社との協業プロジェクト「うごくメモ帳」および、「うごメモはてな」とのコラボレーション
- 4月15日 - iTunes Store にて1st シングル『LOVE IS ALL』配信開始
- 4月18日 - COSMETICSP が Twitter を開始
- 5月7日 - 2nd シングル『tomorrow』ジャケットデザインコンテスト（pixiv にて）
- 6月7日 - インターネットラジオ 第1回「世界はLOVEを求めてる」放送
- 6月9日 - シングル『tomorrow』PV 公開
- 6月10日 - ハートチップルのイメージキャラクターに就任
- 6月14日 - アメスタ「桃えりタイム♪」出演 スーパービジュアルクリエイターに桃華絵里が就任
- 6月17日 - 2nd シングル『tomorrow』と 1st シングル の Remix 『LOVE IS ALL -summer breeze mix-』『LOVE IS ALL -蛇崩mix-』をiTunes Store 及び 携帯着うたサイトにて配信開始
- 7月5日 - J-WAVE「ROCKETMAN SHOW!!」出演 スーパーメンタルアドバイザーに蛭子能収が就任
- 7月15日 - 日本テレビ「おもいッきりDON!」出演
- 7月16日 - J-WAVE「M+」出演
- 7月29日 - Apple Store, Shibuyaにて初ライブ
- 8月8日 - 恵比寿ライブゲート / アイドル雑誌「B.L.T.」主催のライブイベント「B.L.T.Girls☆Woodstock Vol.15」に出演
- 9月12日 - 渋谷WOMB / アイドル雑誌「B.L.T.」主催のライブイベント「B.L.T.Girls☆Woodstock Vol.16」に出演
- 9月27日 - Twitter 連動インターネットラジオ 第2回「世界はLOVEを求めてる」放送
- 10月28日 - Twitter 連動音楽ば〜か
- 10月31日 - お台場ヴィーナスフォート2F教会広場にて「ふかわりょうのたいせつな話」に出演予定だったが、停電のためイベントが中止になる
- 11月4日 - 2nd シングル の Remix 『tomorrow -winter mix-』『tomorrow -sayonara mix-』iTunes Store 及び 携帯着うたサイトにて配信開始
- 11月15日 - お台場ヴィーナスフォート2F教会広場にて開催された「ふかわりょうのそれでもたいせつな話」に出演。デビューアルバムの発売が発表される
- 11月16日 - Yahoo! JAPAN 急上昇ワードランキングにおいて「COSMETICS」が19位にランクイン
- 11月24日 - デビューアルバム『LOVE IS ALL』がタワーレコードオンラインショップ「@TOWER.JP」J-Indies 予約チャートで1位を獲得
- 11月26日 - Twitter 連動インターネットラジオ 第4回「世界はLOVEを求めてる」放送
- 11月30日 - 渋谷街頭ビジョンでデビューアルバム『LOVE IS ALL』のCM 放映
- 12月1日 - 『tomorrow-winter mix-』PV 公開
- 12月5日 - TOWER RECORDS 渋谷店にてインストアライブ＆握手会
- 12月6日 - デビューアルバム『LOVE IS ALL』CD 発売 タワーレコードオンラインショップ「@TOWER.JP」J-Indies ウィークリーチャート（2009/11/30-2009/12/06）1位。タワーレコード渋谷店 ウィークリー総合アルバムチャート（2009/11/30-2009/12/06）9位
- 12月12日 - テレビ東京「音楽ば〜か」出演
- 12月13日 - アメスタ生ラジオ「CD発売記念！COSMETICSのっっ！『世界はLOVEを求めてる!!』」放送。年内卒業を発表。『tomorrow-sayonara mix-』PV 公開
- 12月14日 - Yahoo! JAPAN 急上昇ワードランキングにおいて「COSMETICS」が28位にランクイン
- 12月23日 - Twitter 連動インターネットラジオ 第5回「世界はLOVEを求めてる」最終回すぺしゃる☆ 放送
- 12月27日 - J-WAVE「ROCKETMAN SHOW!!」出演、大井町きゅりあん大ホールにて「第3回 フニオチコンテスト」卒業ライブ

2010年
- 5月29日 - COSMETICSブログ再開
- 6月6日 - J-WAVE「ROCKETMAN SHOW!!」内でROCKETMANがCOSMETICS再始動を宣言
- 6月13日 - J-WAVE「ROCKETMAN SHOW!!」出演
- 8月14日 - テレビ東京「アリケン」出演
- 8月31日 - TBS「ライブB♪」出演
- 9月30日 - 卒業

## ディスコグラフィー

### シングル（配信限定）
|     | リリース      | タイトル    | 備考                                                          |
| 1st | 2008年12月3日 | LOVE IS ALL | 携帯配信                                                      |
| 1st | 2009年4月15日 | LOVE IS ALL | iTunes Store 配信 / iTunes Store ダンスチャート 2位           |
| 2nd | 2009年6月17日 | tomorrow    | 携帯配信・iTunes Store 配信 / iTunes Store ダンスチャート 2位 |

### Remix シングル（配信限定）
|   | リリース      | タイトル                                              |
| 1 | 2009年6月17日 | LOVE IS ALL -summer breeze mix- LOVE IS ALL -蛇崩mix- |
| 2 | 2009年11月4日 | tomorrow -winter mix- tomorrow -sayonara mix-         |

### ミニアルバム
|     | リリース      | タイトル    | 規格   | 販売生産番号 | 備考 |
| 1st | 2009年12月2日 | LOVE IS ALL | 12cmCD | NCS-720      | タワーレコード限定販売（1,000枚） * オンラインショップ「@TOWER.JP」J-Indies予約チャート1位 * オンラインショップ「@TOWER.JP」J-Indies ウィークリーチャート1位（2009/11/30-2009/12/06） * タワーレコード渋谷店 ウィークリー総合アルバムチャート（2009/11/30-2009/12/06）9位 |

## ライブ
| 開催期日       | 公演タイトル                                  | 場所                               | 備考                                          |
| -------------- | --------------------------------------------- | ---------------------------------- | --------------------------------------------- |
| 2009年7月29日  | ダンス発表会                                  | Apple Store, Shibuya               | Summer Music Nights - Live at the Apple Store |
| 2009年8月8日   | B.L.T.Girls☆Woodstock Vol.15                  | 恵比寿ライブゲート                 |                                               |
| 2009年9月12日  | B.L.T.Girls☆Woodstock Vol.16                  | 渋谷WOMB                           |                                               |
| 2009年11月15日 | ふかわりょうのそれでもたいせつな話            | お台場ヴィーナスフォート2F教会広場 |                                               |
| 2009年12月5日  | デビューアルバム『LOVE IS ALL』レコ発イベント | TOWER RECORDS 渋谷店               | インストアライブ                              |
| 2009年12月27日 | 卒業ライブ                                    | 大井町 きゅりあん 大ホール         | 第3回 フニオチコンテスト                      |